# Castello normanno (Anversa degli Abruzzi)
Il castello normanno è sito nel centro storico di Anversa degli Abruzzi in provincia dell'Aquila, in posizione dominante sul paese.
Oggi la torre medievale è rudere, mentre la struttura settecentesca è proprietà privata, visitabile su prenotazione.

## Storia
Il castello fu eretto sopra una torre di guardia, eretta dai Normanni, forse su struttura preesistente, come testimonia il toponimo della cappella baronale di San Michele, ancora esistente, situata nel vertice rivolto verso il paese, della cinta fortificata normanna che attornia il torrione.

Veduta di Anversa, sulla sinistra i resti del castello

Il castello subì una ristrutturazione e un ampliamento nel XV secolo da Antonio di Sangro su di un preesistente rudere di una torre del XII-XIII secolo. Divenuto possedimento di Simone di Teodino, insieme con il Castello dell'Orsa (che stava su un monte presso Pratola Peligna) diede luogo a un allineamento ottico difensivo che divideva le diocesi di Sulmona e la ex diocesi di Corfinio.
La torre fu gravemente danneggiata insieme al castello dal terremoto della Maiella del 1706; crollarono le mura e parte della torre puntone normanna, rimase in piedi solo una parte della palazzina che già da anni era usata come residenza principale del signore di Anversa, insieme con il perimetro murario irregolare.
Da allora la struttura fu ridimensionata a una casa-torre, l'antica torre medievale posta a guardia fu abbandonata.
D'Annunzio, visitando il castello con Antonio De Nino nel 1896, vi ha ambientato la tragedia "La fiaccola sotto il moggio" (1905), dramma in cui si possono notare degli elementi della Valle del Sagittario, tra cui i ruderi del castello normanno di Anversa degli Abruzzi, ma soprattutto ispirati alla famiglia De Sangro in grave decadenza, allo sfacelo, così come il castello, ed elementi folcloristici, come i serpari della vicina Cocullo.
Il castello è residenza privata, il giardino è accessibile. L'ex cappella di San Michele conservava il "Trittico di Anversa", opera rinascimentale di pittura su tavola, trasferito nel 1981 nella chiesa parrocchiale.

## Struttura

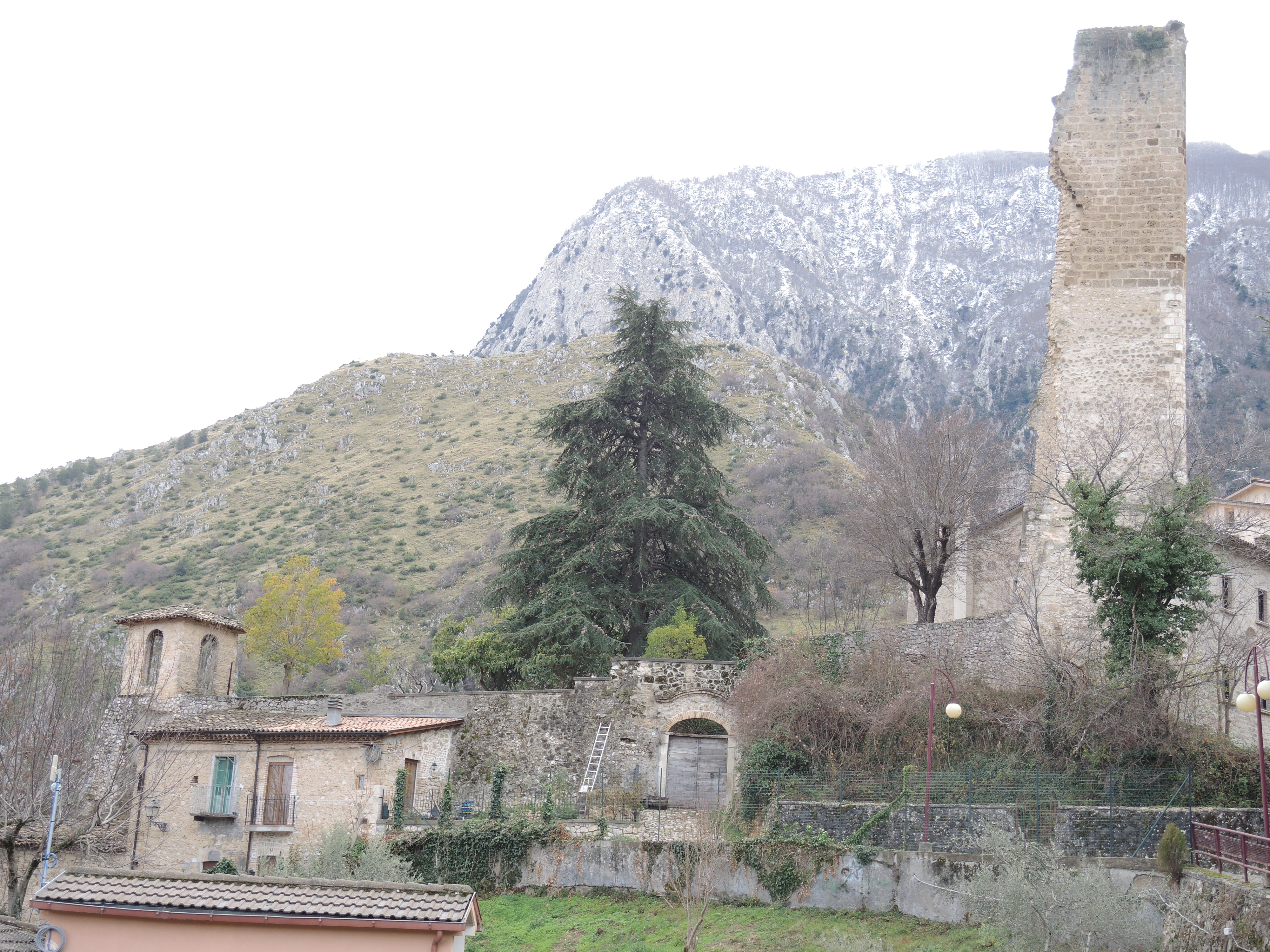
Veduta da nord delle mura del castello e della torre

Il castello è strutturato da un insieme di corpi architettonici tra cui la torre puntone, di cui rimangono delle rovine e un blocco a parallelepipedo con funzioni abitative più tardo della torre (XV secolo).
Nel XV secolo il castello fu trasformato da Antonio de Sangro, e appartenne alla famiglia per tutta l'epoca aragonese, finché non fu venduto ad altri feudatari. Il terremoto di Sulmona del 1706 ha gravemente danneggiato la struttura, facendo crollare metà della torre normanna, come testimonia lo stato attuale, e altri corpi di fabbrica, che vennero ridimensionati in un unico palazzo residenziale. Nei primi anni del Novecento il castello fu visitato dal poeta Gabriele d'Annunzio in compagnia dell'archeologo Antonio De Nino, e la suggestione del maniero in rovine gli ispirò la tragedia La fiaccola sotto il moggio (1905), dove si parla della rovina finale della nobile famiglia de Sangro. Il fortilizio originario era la torre puntone a pianta parallelepipeda, e dal palazzo abitativo del XVI secolo, il tutto compreso nell'area delle mura, ancora ben visibili, con giardino interno, collegate all'antica cappella privata, individuabile dal campanile a torre. La torre normanna è legata alle strutture abitative tramite un basso ambiente, come fosse un passetto. Il blocco a pianta rettangolare destinato al palazzo gentilizio è caratterizzato da varie finestre balconate, che si alternano su tutti i prospetti a finestre quadrate più piccole, incorniciate da piattabande in marmo.

### Torre normanna (XI secolo)
Il coronamento non è più visibile per via del suo crollo. Gli unici lati della torre puntone sono privi di elementi decorativi. Si trova nella parte più alta del castello ed era a base quadrata. Rimane in piedi un intero lato, con metà del secondo.

### Palazzo De Sangro (XV secolo)
Il blocco destinato alle funzioni abitative constava di finestre, in alcuni casi incorniciate da piattabande in marmo, in altri casi con balconi. La torre e l'apparato abitativo erano collegati tramite un apparato a sporgere con beccatelli.
Nel suo interno vi era la Cappella comitale di San Michele Arcangelo il quale custodiva il Trittico di Anversa.
Il trittico fu trafugato nel 1981 e sostituito da una copia nella parrocchia di Santa Maria delle Grazie di Anversa (AQ). La cappella di San Michele nel castello è facilmente riconoscibile, si trova sul lato verso il paese delle mura, ha impianto rettangolare irregolare, da fuori si intravede il campanile a torre quadrangolare.

## Castello nella letteratura:La fiaccola sotto il moggiodi D'Annunzio
Il castello è l'elemento principale della tragedia dannunziana scritta nel 1905, ma D'Annunzio visitò con l'amico De Nino il castello in un viaggio del 1896, giacché rappresenta la condizione misera e disperata della decadenza della famiglia nobile Di Sangro. Nella storia i protagonisti fanno numerosi accenni alla natura del castello, ed essendo allo stremo delle forze, cadono nelle superstizioni popolari di cui nei secoli della ricchezza si facevano beffe. Per la fanciulla protagonista il castello ha un'aura spettrale e gotica, e simboleggia la rovina della famiglia, avendo suo padre ucciso la madre per lasciare l'eredità a una fattucchiera perfida che gli ha annebbiato la mente. La caduta totale del castello rappresenta nella tragedia la fine della famiglia nobile e la catarsi per il pubblico.

## Parco delle Arti Letterarie di Gabriele d'Annunzio
Il parco è stato istituito negli anni novanta in omaggio a D'Annunzio. Si tratta di una specie di museo dentro il castello dedicato alla figura di D'Annunzio, il quale include anche una manifestazione culturale annuale, che si svolge in un determinato periodo nel castello e nel giardino sotto forma di convegni culturali e di visite a un piccolo museo dentro la struttura (che ripercorre le vicende storiche di Anversa e del periodo dannunziano). Il parco prevede anche l'allestimento delle maggiori tragedie del poeta.